# Mitropa

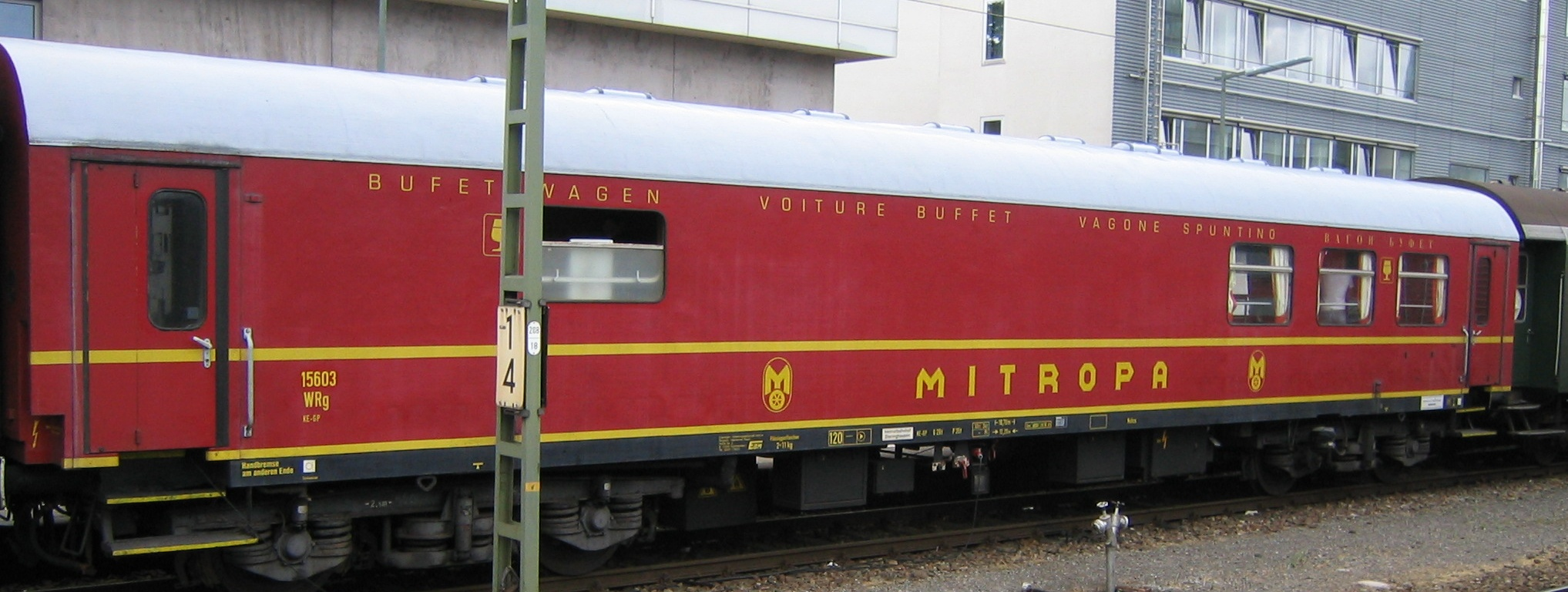
Carrozza buffet Mitropa

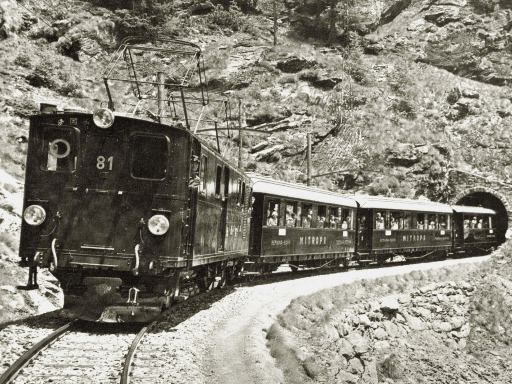
Carrozze ristorante Mitropa sulla Ferrovia del Bernina nel 1928

La Mitropa (dicitura completa Mitteleuropäische Schlafwagen und Speisewagen Aktiengesellschaft - ovvero «società per azioni centroeuropea dei vagoni letto e ristorante») è una compagnia responsabile della gestione dei vagoni letto e vagoni ristorante in Europa centro-orientale, fondata in Germania il 1º gennaio 1917 e tuttora operativa in Germania e Svizzera. Rivale della CIWL responsabile degli stessi servizi in Europa occidentale, Asia e Africa.
All'epoca della sua costituzione era operativa in Germania, Austria, Svizzera, Danimarca, Paesi Bassi, Ungheria, Polonia.
Dopo la fine della prima guerra mondiale, con il Trattato di Versailles la CIWL riacquistò i suoi diritti prebellici e, con poche eccezioni, la MITROPA dovette limitarsi all'attività di vagoni letto e ristorante nel Reich tedesco e in Austria e dato che a questi territori furono negati i servizi della CIWL, la conseguenza fu la variazione del percorso di molti treni, tra cui l'Orient Express. Negli anni venti quasi tutte le azioni della società furono trasferite alla Deutsche Reichsbahn.
Il 15 maggio 1928 inaugurò, con proprio materiale rotabile, uno dei treni più famosi che la storia ferroviaria ricordi: il Rheingold.
Dopo la seconda guerra mondiale operò con tale denominazione solo nella Repubblica Democratica Tedesca dove continuò a essere gestita dalla Deutsche Reichsbahn. Nella Repubblica Federale, la Deutsche Bundesbahn (DB) fondò la Deutsche Schlafwagen-und Speisewagengesellschaft (DSG) come successore legale della Reichsbahn. 
Dopo la riunificazione tedesca, la Deutsche Bahn AG, che aveva assorbito DB e DR, unì entrambe le società nel 1994 per formare MITROPA AG.
Nel 2002 MITROPA ha dovuto cedere alla Deutsche Bahn i servizi vagoni letto e ristorante sui treni a lunga percorrenza.
Nel corso degli anni ha ampliato notevolmente il proprio campo di attività, anche con la gestione dei ristoranti delle stazioni ferroviarie e delle stazioni di servizio autostradali presenti sulle autostrade locali.
MITROPA è stata venduta nel 2004. Dal 2006 il resto dell'azienda opera come SSP Deutschland GmbH.
Le vetture letto e ristorante della Mitropa erano caratterizzate da livrea rossa con filetti oro.

## Storia

### Storia fino al 1945
La società fu fondata il 24 novembre 1916 come MITROPA Mitteleuropäische Schlafwagen- und Speisewagen-Aktien-Gesellschaf dai direttori di banca Emil Georg von Stauß e Arthur von Gwinner, che perseguirono così il concetto di un'area economica dell'Europa centrale dominata dalla Germania. L'obiettivo era anche quello di limitare il dominio della società franco-belga Compagnie Internationale des Wagons-Lits. I cofondatori furono, tra gli altri, le amministrazioni ferroviarie di Germania, Austria e Ungheria. Con l'inizio dell'attività il 1º gennaio 1917 la società ottenne il monopolio per la gestione di vagoni ristorante e vagoni letto in Germania e in Austria-Ungheria fino al 1° ottobre 1946. All'inizio del 1917 MITROPA assunse anche la gestione del Balkanzug treno da Berlino a Costantinopoli, che collegava tra loro gli Imperi centrali e doveva sostituire l'Orient Express della CIWL. MITROPA ha rilevato le carrozze esistenti e il personale, nonché le società tedesche esistenti di vagoni letto e vagoni ristorante. Allo stesso tempo, però, le singole Ferrovie dello Stato tedesche mantennero i loro vagoni letto. Gli ultimi servizi indipendenti dalla Deutsche Reichsbahn, creata dopo la prima guerra mondiale, furono trasferiti alla MITROPA solo nel 1925.
Dopo la prima guerra mondiale la MITROPA dovette ritirarsi dalla maggior parte dei paesi serviti al di fuori della Germania, il suo campo d'attività era in gran parte limitato alla Germania attraverso contratti con la CIWL; L'azienda offriva servizi anche nei Paesi Bassi e in Svizzera, nonché verso singole destinazioni in Cecoslovacchia e Austria. Inoltre nel 1928 inaugurò, con proprio materiale rotabile il Rheingold, uno dei treni più famosi della storia ferroviaria, e assunse la gestione delle carrozze ristorante della Ferrovia retica in Svizzera. Nel periodo tra le due guerre l'azienda ha rilevato anche altri settori di attività. Le attività di ristoro venivano svolte sulle navi della Prima Compagnia di navigazione a vapore del Danubio e sui traghetti del collegamento ferroviario Sassnitz – Trelleborg. MITROPA si è occupata anche del catering sugli aerei Lufthansa, emulando la concorrenza franco-belga della CIWL, che aveva anche rilevato per prima la gestione dei voli di linea e della ristorazione a bordo delle navi sul Danubio e sulla Vistola.
Dal 1922 la MITROPA disponeva di quattro carrozze letto berlina e di una carrozza ristorante berlina. Acquistò queste carrozze dopo lo smantellamento dell'ex treno della corte imperiale e le convertì entrambe. Esternamente queste carrozze vennero verniciate in verde MITROPA e furono anche contrassegnate come carrozze salone, carrozze letto o carrozze ristorante. A quel tempo, le carrozze venivano utilizzate sul treno di lusso Berlin-London-Express tra Berlino e Hoek van Holland con collegamento alla nave sul canale per Harwich. Alcune berline MITROPA furono utilizzate anche da personalità di alto rango come il presidente del Reich Paul von Hindenburg. A tale scopo le carrozze salone furono collocate sui treni espressi di linea. Nel 1935 queste berline furono parcheggiate e vendute.
Intorno al 1923 MITROPA acquisì un'azienda vinicola fondata da Carl Rumpel a Traben-Trarbach sulla Mosella Centrale e poté così offrire i tre marchi propri MITROPA Kupfer, MITROPA Silver e MITROPA Gold. Anche dopo il 1945 la neonata DSG offrì queste varietà, inizialmente come marchio interno MITROPA e successivamente come marchio interno DSG.
Dal 1926 il giornale MITROPA era disponibile gratuitamente da asporto nel vagone ristorante MITROPA. Questa rivista aveva edizioni tematiche per le sedi di Berlino, Francoforte sul Meno, Colonia e Monaco. Il giornale aveva lo scopo di fornire intrattenimento durante il viaggio in treno. Informazioni e informazioni culturali sulla rispettiva regione si alternavano a racconti, consigli di viaggio, pubblicità ed enigmi.
Dal 1927/1928 in poi le vetture MITROPA furono dotate per la prima volta della vernice rosso bordeaux e del tipico logo MITROPA, sviluppato dall'artista pubblicitario Karl Schulpig. L'azienda gestiva una propria officina di riparazione MITROPA per veicoli ferroviari a Gotha. Tuttavia non c'era alcuna sponsorizzazione della Mitropa Cup, la prima grande competizione calcistica internazionale per squadre di club. Il nome della coppa si basava semplicemente sulla stessa abbreviazione del termine Centroeuropeo.
Nel 1928 MITROPA rilevò la Siesta GmbH, che si era fatta un nome noleggiando ai viaggiatori gli allora famosi cuscini Siesta. I cuscini sono stati poi noleggiati con il nome di cuscini da viaggio MITROPA. Dal 1931, dopo aver rilevato la Zugetelephonie AG, MITROPA continuò il servizio telefonico ferroviario che la Reichsbahn aveva allestito nel 1926 sulla ferrovia Berlino-Amburgo.
Con lo scoppio della seconda guerra mondiale MITROPA dovette inizialmente limitare notevolmente la propria attività. I pasti venivano distribuiti solo attraverso buoni pasto. Alcuni vagoni ristorante e vagoni letto utilizzati furono immediatamente chiusi e utilizzati per scopi militari, ad esempio per i treni comando della Wehrmacht. Dopo che la Wehrmacht occupò gran parte dell'Europa centrale, MITROPA rilevò le rotte della CIWL e i vagoni letto MITROPA arrivarono a Bordeaux o Sofia. Tuttavia, questa espansione alla fine fu solo temporanea. I restanti servizi di carrozze ristorante furono interrotti nel giugno 1942 su iniziativa di Albert Ganzenmüller, segretario di Stato presso il Ministero dei trasporti del Reich, e il funzionamento dei vagoni letto fu rigorosamente regolamentato. Gli ultimi viaggi con vagoni letto furono interrotti nel 1944. MITROPA ha invece rilevato altri servizi soprattutto nelle stazioni ferroviarie. Durante l'occupazione tedesca della Polonia, nella stazione centrale di Varsavia è stato aperto un ristorante MITROPA riservato ai tedeschi. Alla fine della guerra tutti i servizi furono interrotti.
Wilhelm Kleinmann fu l'ultimo direttore di MITROPA dal 26 maggio 1942. Kleinmann, membro del NSDAP dal 1º ottobre 1931, sviluppò un'assidua attività presso la Deutsche Reichsbahn, di cui fu vicedirettore generale dal 1933, con l'obiettivo di "ripulire" la Reichsbahn da ebrei e socialdemocratici e ricoprire incarichi importanti con quelli affidabili nazionalsocialisti. Dopo le critiche a Kleinmann da parte di Joseph Goebbels, Adolf Hitler e Albert Speer, soprattutto a causa delle prestazioni inadeguate della Reichsbahn durante la seconda guerra mondiale in Unione Sovietica, fu destituito dal suo incarico nel 1942. Kleinmann scomparve nel tumulto dell'invasione di Berlino da parte dell'Armata Rossa e si presume che sia morto in un campo di internamento a Poznań.